# Енес Махмутович
Енес Махмутович е люксембургски футболист, централен защитник.